# 니가타현 제4구
니가타현 제4구(新潟県 第4区)는 일본의 중의원 선거구이다. 1994년 공직선거법으로 신설되었다.

## 지역
- 니가타시
  - 고난구 일부
  - 아키하구
  - 미나미구 (니가타시) 일부
- 나가오카시 일부
- 산조시
- 가모시
- 미쓰케시
- 미나미칸바라군
  - 다가미정